# Carl Stephanson
Carl Ola Stephanson, född 28 juni 1980 i Örgryte, Göteborg, är en svensk musiker. Han var tidigare medlem i gruppen Bad Cash Quartet.